# Valmy
Valmy là một xã thuộc tỉnh Marne trong vùng Grand Est đông nam nước Pháp. Xã này nằm ở khu vực có độ cao trung bình 164 mét trên mực nước biển.
Thị trấn nằm ở sườn tây của dãy Argonne, trung lộ giữa Verdun và Paris, gần Vouziers.